# Leon Draisaitl
Leon Draisaitl (né le 27 octobre 1995 à Cologne en Allemagne) est un joueur professionnel allemand de hockey sur glace. Il évolue au poste d'attaquant.

## Biographie

### Carrière en club
Formé aux Kölner Haie, il évolue en junior à Mannheim lorsqu'il est sélectionné en deuxième position de la sélection européenne 2012 de la Ligue canadienne de hockey par les Raiders de Prince Albert. Il part alors en Amérique du Nord et débute dans la Ligue de hockey de l'Ouest. Il est choisi au premier tour, en troisième position par les Oilers d'Edmonton lors du repêchage d'entrée dans la LNH 2014. Le 9 octobre 2014, il joue son premier match dans la Ligue nationale de hockey avec les Oilers face aux Flames de Calgary. Le 15 octobre, il sert sa première assistance chez les Coyotes de l'Arizona. Il marque son premier but dans la LNH le 24 octobre 2014 face aux Hurricanes de la Caroline. 
Le 4 janvier 2015, les Oilers réassignent Draisaitl aux Raiders de Prince Albert. Deux jours plus tard, les Raiders échangent l'attaquant aux Rockets de Kelowna où il termine la saison. L'équipe remporte la Coupe Ed Chynoweth. Draisaitl participe au tournoi de la Coupe Memorial 2015, mais son équipe perd en prolongation de la finale contre les Generals d'Oshawa. Il se voit remettre le trophée Stafford-Smythe, remis au meilleur joueur du tournoi.
Il commence la saison 2015-2016 avec les Condors de Bakersfield club ferme des Oilers dans la Ligue américaine de hockey.

### Carrière internationale
Il représente l'Allemagne au niveau international. Il prend part aux sélections jeunes. Il est sélectionné pour son premier championnat du monde senior en 2014.

## Vie personnelle
Il est le fils de Peter Draisaitl.

## Statistiques

### En club
| Saison     | Équipe                   | Ligue          |     | Saison régulière | Saison régulière | Saison régulière | Saison régulière | Saison régulière |    | Séries éliminatoires | Séries éliminatoires | Séries éliminatoires | Séries éliminatoires | Séries éliminatoires |
| Saison     | Équipe                   | Ligue          | PJ  | B                | A                | Pts              | Pun              | PJ               | B  | A                    | Pts                  | Pun                  |                      |                      |
| 2012-2013  | Raiders de Prince Albert | LHOu           | 64  | 21               | 37               | 58               | 22               | 4                | 0  | 4                    | 4                    | 0                    |                      |                      |
| 2013-2014  | Raiders de Prince Albert | LHOu           | 64  | 38               | 67               | 105              | 24               | 5                | 1  | 4                    | 5                    | 4                    |                      |                      |
| 2014-2015  | Oilers d'Edmonton        | LNH            | 32  | 2                | 7                | 9                | 4                | -                | -  | -                    | -                    | -                    |                      |                      |
| 2014-2015  | Rockets de Kelowna       | LHOu           | 32  | 19               | 34               | 53               | 25               | 11               | 4  | 12                   | 16                   | 6                    |                      |                      |
| 2015       | Rockets de Kelowna       | Coupe Memorial | 5   | 4                | 3                | 7                | 12               | -                | -  | -                    | -                    | -                    |                      |                      |
| 2015-2016  | Condors de Bakersfield   | LAH            | 6   | 1                | 1                | 2                | 4                | -                | -  | -                    | -                    | -                    |                      |                      |
| 2015-2016  | Oilers d'Edmonton        | LNH            | 72  | 19               | 32               | 51               | 20               | -                | -  | -                    | -                    | -                    |                      |                      |
| 2016-2017  | Oilers d'Edmonton        | LNH            | 82  | 29               | 48               | 77               | 20               | 13               | 6  | 10                   | 16                   | 19                   |                      |                      |
| 2017-2018  | Oilers d'Edmonton        | LNH            | 78  | 25               | 45               | 70               | 30               | -                | -  | -                    | -                    | -                    |                      |                      |
| 2018-2019  | Oilers d'Edmonton        | LNH            | 82  | 50               | 55               | 105              | 52               | -                | -  | -                    | -                    | -                    |                      |                      |
| 2019-2020  | Oilers d'Edmonton        | LNH            | 71  | 43               | 67               | 110              | 18               | 4                | 3  | 3                    | 6                    | 0                    |                      |                      |
| 2020-2021  | Oilers d'Edmonton        | LNH            | 56  | 31               | 53               | 84               | 22               | 4                | 2  | 3                    | 5                    | 2                    |                      |                      |
| 2021-2022  | Oilers d'Edmonton        | LNH            | 80  | 55               | 55               | 110              | 40               | 16               | 7  | 25                   | 32                   | 6                    |                      |                      |
| 2022-2023  | Oilers d'Edmonton        | LNH            | 80  | 52               | 76               | 128              | 24               | 12               | 13 | 5                    | 18                   | 10                   |                      |                      |
| 2023-2024  | Oilers d’Edmonton        | LNH            | 81  | 41               | 65               | 106              | 76               | 25               | 10 | 21                   | 31                   | 14                   |                      |                      |
| Totaux LNH | Totaux LNH               | Totaux LNH     | 719 | 347              | 503              | 850              | 306              | 74               | 41 | 67                   | 108                  | 51                   |                      |                      |

### En équipe nationale
| Année | Équipe            | Compétition                  |   | PJ | B | A | Pts | Pun             |  | Résultat |
| 2012  | Allemagne -18 ans | Championnat du monde -18 ans | 6 | 2  | 5 | 7 | 2   | 6e place        |  |          |
| 2013  | Allemagne -20 ans | Championnat du monde -20 ans | 6 | 2  | 4 | 6 | 2   | 9e place        |  |          |
| 2013  | Allemagne -18 ans | Championnat du monde -18 ans | 5 | 1  | 6 | 7 | 4   | 8e place        |  |          |
| 2014  | Allemagne -20 ans | Championnat du monde -20 ans | 6 | 2  | 4 | 6 | 52  | 9e place        |  |          |
| 2014  | Allemagne         | Championnat du monde         | 7 | 1  | 3 | 4 | 0   | 14e place       |  |          |
| 2016  | Allemagne         | Championnat du monde         | 8 | 1  | 3 | 4 | 4   | 7e place        |  |          |
| 2016  | Allemagne         | Qualifications olympiques    | 3 | 2  | 3 | 5 | 0   | 1er du Groupe E |  |          |
| 2016  | Équipe Europe     | Coupe du monde               | 6 | 2  | 0 | 2 | 0   | Finaliste       |  |          |
| 2017  | Allemagne         | Championnat du monde         | 3 | 0  | 2 | 2 | 2   | 8e place        |  |          |
| 2018  | Allemagne         | Championnat du monde         | 7 | 2  | 7 | 9 | 16  | 11e place       |  |          |
| 2019  | Allemagne         | Championnat du monde         | 8 | 5  | 3 | 8 | 0   | 6e place        |  |          |

## Trophées et honneurs personnels
- 2020 : nommé Personnalité sportive allemande de l'année

### Ligue nationale de hockey
- 2018-2019 : participe au 64e Match des étoiles (1)
- 2019-2020 : 
  - remporte le trophée Hart
  - remporte le trophée Art-Ross
  - remporte le trophée Ted-Lindsay
  - participe au 65e Match des étoiles (2)
  - sélectionné dans la première équipe d'étoiles
- 2021-2022 : participe au 66e Match des étoiles (3)
- 2022-2023 : 
  - participe au 67e Match des étoiles (4)
  - sélectionné dans la deuxième équipe d'étoiles
- 2023-2024 : 
  - participe au 68e Match des étoiles (5)